# دنيس تيتيه
دنيس تيتيه (بالإنجليزية: Dennis Tetteh)‏ هو لاعب كرة قدم غاني في مركز الهجوم، ولد في 6 مارس 1997 في أكرا في غانا. لعب مع نادي بيريكوم تشيلسي ونادي سلافيا-موزير.

## وصلات خارجية
- دنيس تيتيه على موقع قاعدة بيانات كرة القدم.إي يو (الإنجليزية)
- دنيس تيتيه على موقع Soccerway.com (الإنجليزية)
- دنيس تيتيه على موقع GSA (الإنجليزية)